# Lappträsks svenska församling

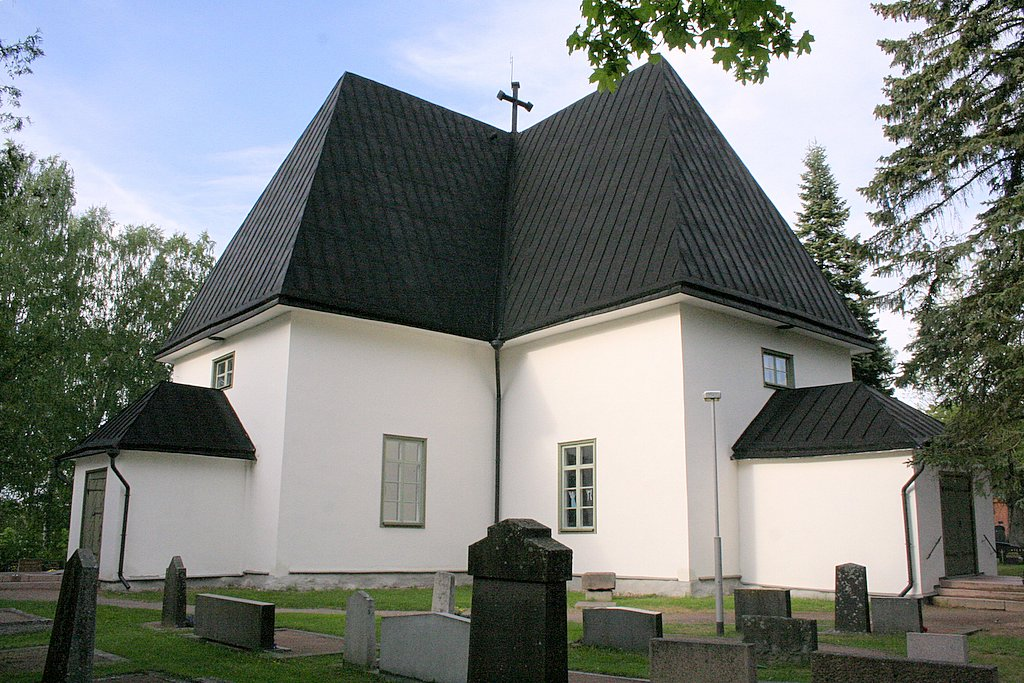
Lappträsks kyrka

Lappträsks svenska församling är en församling i Domprosteriet i Borgå stift inom Evangelisk-lutherska kyrkan i Finland. Till församlingen hör 790 svenskspråkiga kyrkomedlemmar (08/2018) från Lappträsks kommun; de finskspråkiga hör till Lappträsks finska församling.
Församlingens hemkyrka är Lappträsk kyrka (1746).

## Historia
Svenskar från i huvudsak Svealand inflyttade sannolikt i mitten av 1200-talet till östra Nyland. När Lappträsk kapellförsamling uppkom är oklart. År 1414 nämns S:t Lars kapell i Lappträsk. Enligt sägnen låg det första kapellet i Ingermansby. Senare, troligen någon gång på 1400-talet, flyttades kapellet till den by som fick namnet Kapellby. S:t Matts kapell i Kapellby omnämns första gången 1556.
Kung Johan III förordnade 15 september 1575 att Lappträsk skulle bli en självständig församling inom Viborgs stift. Första kyrkoherden var Peder Johannis. Byarna Ingermansby, Kapellby, Norrby, Porlom och Rudom hade därförinnan varit underlagda Pernå församling, medan Bäckby, Harsböle, Hindersby, Kimoböle, Labby, Lindkoski och Pockar hade varit underlagda Pyttis församling. I administrativt (kameralt) hänseende hade dock Kapellby hört till Pyttis och Kimoböle till Elimä..
Även efter det att Lappträsk hade blivit en självständig församling kom byarna Ingermansby, Norrby, Porlom och Rudom fortsättningsvis att kameralt höra till Pernå och resten av byarna till Pyttis. En administrativ socken var i förvaltningshänseende en helhet. Det betydde i praktiken att de lappträskbor som bodde i de västra byarna hade gemensamma ting och gemensam länsman med pernåborna. För övriga lappträskbor var dessa myndigheter gemensamma med Pyttis..
Lappträsks församling delades på språklig grund 1950. Fr.o.m. år 2019 läggs församlingen ned, och dess medlemmar kommer att i stället höra till Agricola svenska församling. Församlingens sista kyrkoherde (gemensam med Liljendals församling) var Stina Lindgård (f. 1964).